# Balanced scorecard
The balanced scorecard er et styrings- og ledelsesværktøj, der bygger bro mellem strategi, vision og daglig drift – og mellem indsats og resultater.
The Balanced Scorecard er udviklet (siden 1990) af amerikanerne professor Robert S. Kaplan fra Harvard Business School og direktør David P. Norton fra Renaissance Solutions Inc.
Udover traditionel økonomistyring måler The Balanced Scorecard også på de tre ikke-økonomiske perspektiver: kundeperspektivet, den interne forretningsproces og lærings- og vækstperspektivet.
Balanced Scorecard kan via de ikke-økonomiske målepunkter sige noget om en virksomheds sundhed – sundhedskurven. Hvis sundhedskurven knækker, kan man regne med, at profitkurven (altså virksomhedens økonomi) også snart vil knække. Da sundhedskurven knækker før profitkurven, opstår der et ledelsesmæssigt råderum hvori, ledelsen kan nå at korrigere. Således kan de økonomiske uheldigheder undgås, da man ikke ender i brandslukning.
Traditionelt har man ledet virksomheder ud fra økonomiske nøgletal, hvilke baseres på historiske data. Dette sammenlignes af nogen med at styre virksomheden igennem bakspejlet.
Populært sagt opfattes The Balanced Scorecard som et værktøj, der gør ledelsen i stand til at styre virksomheden ud fra forruden. 